# Podallea wewalkai
Podallea wewalkai är en insektsart som beskrevs av U. Aspöck och H. Aspöck 1996. Podallea wewalkai ingår i släktet Podallea och familjen Berothidae. Inga underarter finns listade i Catalogue of Life.